# Senobasis clavigera
Senobasis clavigera är en tvåvingeart som först beskrevs av Camillo Rondani 1850.  Senobasis clavigera ingår i släktet Senobasis och familjen rovflugor. Inga underarter finns listade i Catalogue of Life.